# 辻伊万里
辻 伊万里（つじ いまり、1921年3月20日 - ）は、日本の女優。本名は辻 毬子。東京都出身。旧芸名は辻伊萬里。

## 人物
杉並第八尋常高等小学校高等科卒業。1937年4月、新築地劇団に入団し解散まで在籍、1943年に瑞穂劇団に入団後、劇団合併により劇団俳優座の所属となり、1962年8月まで在籍、1963年、劇団仲間に入団。その後は現代制作舎に所属していた。

## 出演

### 映画
- 思春の泉（1953年）
- 女囚と共に（1956年）
- 怒りの孤島（1958年）
- 母三人（1958年）
- 絶唱（1958年）
- 小さな仲間（1958年）
- 男性飼育法（1959年）
- 荷車の歌（1959年）
- にあんちゃん（1959年）
- 花嫁さんは世界一（1959年）
- 愛の鐘（1959年）
- もず（1961年）
- 秋津温泉（1962年）
- 新・夫婦善哉（1963年）
- みんなわが子（1963年）
- 赤ひげ（1965年）
- ごんたくれ（1966年）
- 首（1968年）
- どですかでん（1970年）
- 沖縄（1970年）
- 激動の昭和史 沖縄決戦（1971年） - 亀甲墓の婆さん[2]
- 青葉繁れる（1974年）
- 人妻集団暴行致死事件（1978年）
- 海峡（1982年）
- OKINAWAN BOYS オキナワの少年（1983年）
- 海燕ジョーの奇跡（1984年）
- 生きてるうちが花なのよ 死んだらそれまでよ党宣言（1985年）
- 密約 外務省機密漏洩事件（1988年）
- 木村家の人びと（1988年）
- 病院へ行こう（1990年）
- 妖怪ハンター ヒルコ（1991年）
- 極道の姐 玲子（1994年）

### テレビ
- ダイヤル110番（1960年、NTV）
- 特別機動捜査隊 （NET）
  - 第143話「叙勲」（1964年）- 小森トミ
  - 第733話「銭湯ブルース」（1975年）- 和枝
  - 第755話「甘えるな英太」（1976年）- 峰子
- 素浪人 花山大吉 第40話「目玉が火事でもてていた」（1969年、NET）
- 鬼平犯科帳（松本幸四郎版） 第1シリーズ第2話「四度目の女房」（1969年、NET/東宝）- おせい
- 人形佐七捕物帳 第17話「八つ目鰻」（1971年、NET / 東宝） - お滝
- 大忠臣蔵　第49話　「南部坂の別れ」(1971年、NET/三船プロ) – 牛乳運びの老婆
- ファイヤーマン 第13話「竜神沼の恐怖」（1973年、NTV / 円谷プロ）
- 特捜最前線 （ANB）
  - 第7話「愛の刑事魂」（1977年）
  - 第233話「判決・横須賀ドブ板通り!」（1981年）
  - 第286話「川崎から来た女!」（1982年）
  - 第322話「にっぽん縦断泥棒日記!」（1983年）
- 太陽にほえろ!（NTV）
  - 第265話「ゴリ、爆発!」（1977年） - 旅館の女将
  - 第398話「名残り雪」（1980年） - 電車の老婆
- 達磨大助事件帳 第25話「流転のかんざし」（1978年、ANB / 前進座 / 国際放映） - おひで
- 飢餓海峡（1978年、CX）
- 俺たちは天使だ! 第13話「運が悪けりゃ死刑台」（1979年、NTV） - マンションの老婦人
- Gメン'75 第351話「幽霊の指紋」（1982年、TBS / 東映） - 旅館女将
- 新ハングマン 第4話「兵隊を密輸する悪ガードマン会社」（1983年、ABC） - 上村の母親
- 大江戸捜査網（12ch~TX / 三船プロ） 
  - 第152話「命を売った女」（1974年） - 女郎屋の主人
  - 第590話「尼僧乱れ肌 首なし死体の謎」（1983年） - お松
  - 第635話「凍る夜 殺人者は眠らない」（1984年） - お梅
- 土曜ワイド劇場　（ANB）
  - 「喪服を脱いだ女」（1984年）
  - 「みちのく離婚ツアー連続殺人」（1986年）
  - 「花嫁殺し」（1987年）
  - 「美人コンパニオン殺し」（1990年）
- 木曜ドラマストリート / 一日だけの殺し屋（1986年、CX）
- 水曜ドラマスペシャル / この子だれの子（1986年、TBS）
- NHK連続テレビ小説　（NHK）
  - はね駒（1986年）
  - 君の名は（1991年 - 1992年）
- 銭形平次 第5話「江戸っ娘気質」（1987年、NTV） - お勝
- 乱歩賞作家サスペンス・凶悪のマース（1989年、KTV）
- 大岡越前 第11部 第21話「奉行の母は大べら棒」（1990年9月10日、TBS / C.A.L） - おかね
- 水曜グランドロマン / 望郷の犬ペペ（1991年、NTV）
- 火曜サスペンス劇場 / 松本清張スペシャル 影の地帯（1993年、NTV） - 房江
- 一枚の写真（CX）

### 舞台
- 死水を下からとった話
- 人は何で生きるか
- パンチとジュディ
- 令嬢ジュリー
- あるひの素盞鳴尊
- 死水を下からとった話
- 令嬢ジュリー